# Бойко Іван Захарович
Іва́н Заха́рович Бо́йко (нар. 2 листопада 1908, Нова Гребля, Сумська область — 25 квітня 1970) — український бібліограф, письменник. Працював у галузі літературознавчої бібліографії. Автор і співавтор кілької бібліографічних покажчиків з питань українсько-російських літературних зв'язків. Він зробив значний внесок у розвиток вітчзняної бібліографії 40 — 60-х років. Перш за все це стосується бібліографічних покажчиків, що були присвячені українським письменникам XIX—XX століття.

## Життєпис
Народився в с. Новій Греблі на Сумщині. Закінчив Харківський інститут народної освіти (1931). Бойко — автор бібліографічних покажчиків з питань української і російської літератур, а також автор збірок віршів та оповідань. Він ще студентом почав писати, був учасником літературної організації «Молодняк». У 1931 році була видана його перша збірка поезій «Парують землі», а згодом і оповідань «Чумчирик».
Очолював авторський колектив Центральної бібліотеки АН УРСР з підготовки двотомної бібліографії літератури про життя і творчість Тараса Шевченка. Автор кількох статей про Шевченка. Працював над питанням бібліографування шевченкіани. Широко подано шевченківську тематику в покажчику Бойка «Українські літературні альманахи і збірники XIX — початку XX ст.».

## Твори
- Парують землі. X.— К., 1931
- Новели зросту. X., 1932
- Павло Тичина. Бібліографічний покажчик. К., 1951
- Іван Франко. Бібліографічний покажчик. К., 1956